# Jean Roland-Gosselin
Pour les articles homonymes, voir Famille Roland-Gosselin, Roland-Gosselin (homonymie), Roland (homonymie) et Gosselin.
Jean Roland-Gosselin (17 février 1868, château de Bois-Préau (Rueil-Malmaison) - 12 octobre 1936, Le Port-Marly), est un ingénieur et industriel français. Il fut président de la Société de construction des Batignolles.

## Biographie

### Vie familiale
D'une famille d'agents de change catholiques, petit-neveu d'Alexandre Roland-Gosselin et cousin germain de Mgr Benjamin-Octave Roland-Gosselin, Jean Charles Louis Roland-Gosselin est le fils de Paul Roland-Gosselin (1834-1888), fondé de pouvoir et chevalier de l'ordre de Saint-Grégoire-le-Grand, et le petit-fils d'Édouard Rodrigues-Henriques. Par sa mère, il est le neveu d'Ernest Goüin et du baron Gustave d'Eichthal.
Le 22 octobre 1892, il épouse sa cousine, Jeanne Rodrigues-Henriques, fille de Georges Rodrigues-Henriques et de Lucie Étignard de La Faulotte, et était le beau-père de Jean Camille Bellaigue et le grand-père des épouses respectives de Jean Raine et de Jacques Rigaud.

### Carrière
Élève de l'École polytechnique, il devient ingénieur civil des mines et est attaché à la société française Thomson-Houston de 1895 à 1897.
Cette même année, il rentre alors comme ingénieur à la Société de construction des Batignolles, fondée par son oncle Ernest Goüin et alors dirigée par le fils de ce dernier, Jules Goüin. Il y est chargé principalement de la branche des grands ponts et des charpentes métalliques, ainsi que des travaux de ports. 
En tant qu'important actionnaire de la Société de construction des Batignolles, il devient membre du conseil d'administration et du comité de direction en 1902, puis vice-président. Il devient également administrateur délégué puis président de la Compagnie du chemin de fer de Dakar à Saint-Louis, président des Batignolles-Châtillon, et administrateur de la Société de construction du port de Pernambuco et de la Société d'électricité de la région de Valenciennes-Anzin.
En 1922, au décès de son parent Édouard Goüin, Jean Roland-Gosselin lui succède à la présidence des Batignolles. Il a le double avantage d'être familièrement proche des Goüin, étant leur oncle à la mode de Bretagne, et d'avoir fait presque toute sa carrière dans l'entreprise.  
Roland-Gosselin commence par remettre en vigueur l'instance du Comité de direction, qui soulage le conseil d'administration en gérant les affaires courantes. Mais le chantier du Chemin de fer Congo-Océan nécessite de lourds investissements, ainsi que celui du port de Gdynia. De plus, les ateliers des Batignolles connaissent une forte baisse d'activité. Ces facteurs conjugués provoquent pour l'entreprise une grave crise que son président Roland-Gosselin n'arrive pas à maîtriser. Celui-ci remet alors sa démission au conseil d'administration en 1926.
Il est par ailleurs administrateur de la Société des logements salubres à Paris et membre de l'Office central des Œuvres de bienfaisance.

## Distinction
- Chevalier de la Légion d'honneur (7 mars 1922)[2]